# Mazda B-Series

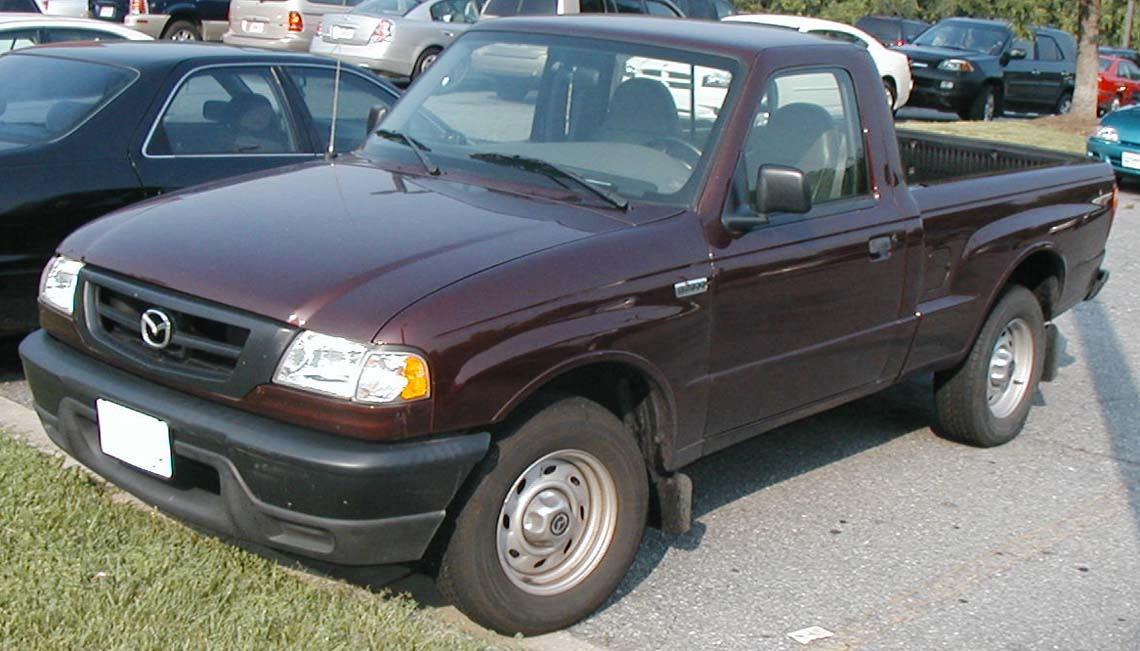
Mazda B2300

A Mazda B-Series é uma série de picapes compactas, produzidas pela Mazda e que inspiraram a produção da Ford Ranger em 1983, devemos citar a Ford Currier produzida também pela Mazda. A Mazda B 2300 é equipada com motor de 2300 cc, enquanto que a Mazda B 4000 utiliza um motor de 4000 cc.

## Caminhonetes B-Series

### Mazda Rotary Pickup
A Mazda Rotary Pickup foi uma pickup fabricada pela Mazda entre 1974 e 1977 e foi disponível apenas para os mercados norte-americano e canadense.